# Ажиев, Анзор Магомедович
Анзо́р Магомедович Ажи́ев (род. 20 сентября 1990, Грозненский район, Чечено-Ингушская АССР) — польский боец смешанных единоборств чеченского происхождения, выступающий под эгидой KSW (поль.) в полулёгком весе.

## Биография
Родился в селе Пригородное Чечено-Ингушетии 20 сентября 1990 года. Ещё в школе начал заниматься вольной борьбой. Стал 3-кратным чемпионом Чечни, чемпионом Юга России среди кадетов, бронзовым призёром чемпионата России по вольной борьбе, является чемпионом KSW среди любителей в весе до 66 кг, чемпионом Польши по MMA среди любителей, обладатель синего пояса по бразильскому джиу-джитсу.
Его пригласили участвовать в соревнованиях по смешанным боевым искусствам. Первый официальный выход на ринг в ММА, для Анзора Ажиева состоялся 19 ноября 2011 года в рамках турнира «PAMMA — Susz MMA Night 2». Тогда его соперником стал польский боец Павел Глебокий (для которого это был уже четвёртый бой). Единогласным решением судей победа была присуждена Ажиеву.
Спустя три месяца, в феврале 2012 года, Анзор выходит на свой второй бой на турнире «KSW 18 — Unfinished Sympathy», где оказывается технически сильнее своего соперника из Германии — Ченгиза Даны, для которого это уже был тридцать третий бой. Далее последовали победы: 15 сентября 2012 года — над Полом Ридом, а 16 марта 2013 года — над Павлом Свободой.
Первый поединок с Артуром Совиньский (Польша), который проходил 28 сентября 2013 года, был признан не состоявшимся, так как бойцы столкнулись головами. Следующая встреча проходила 22 марта 2014 года на турнире «KSW 26 — Materla vs. Silva», но Анзор Ажиев применил запрещённый удар, за что был дисквалифицирован, а победа была присуждена его оппоненту.
Спустя пару месяцев Анзор Ажиев дрался с опытном бойцом ММА Хелсоном Энрике на KSW 28 — Fighters' Den 4 октября. Анзор одержал над ним уверенную победу.
Следующим соперником, которому пришлось сразиться с Анзором стал Клебер Койке Эрбст, опытный боец, мастер бразильского джиу-джитсу. Бой проходил в Польше на KSW 30 — Genesis. Анзор вёл этот бой уверенно, но попался на треугольник.
Спустя пару месяцев KSW объявил Ажиеву следующего его оппонента. Им стал Васо «Психопат» Бакочевич, бывший соперник нынешнего бойца UFC Зубайра Тухугова. Перед боем, в частности на взвешивании, Бакоцевич вёл себя вызывающе по отношению к сопернику. Во время боя, который проходил в Польше на KSW 33, Ажиев первые два раунда фактически играл с Васо, навязывая свой темп боя, а в третьем раунде удушающим приёмом заставил его сдаться.
Через пару месяцев KSW объявил нового оппонента для Ажиева. Им стал Марцин «Польский Зомби» Вржосек. Это бывший боец UFC, который незадолго до этого подписал контракт с KSW. Во время подготовки Анзор получил серьёзную травму ноги и поэтому пришлось отменить бой, который предполагалось провести 27 мая в Гданьске на KSW 35.
22 октября 2017 года должен был состояться бой на территории Ирландии в Дублине на KSW 40 (соперник — Антун Рачич), но из-за пищевого отравления Ажиева был отменён.

## Статистика боёв
| Победа         | 7 апреля 2017 года    | KSW 38 — Live in Studio       | Камил Селва        | Польша    | 3 | 5:00 | Единогласное решение                             |
| Победа         | 28 ноября 2015 года   | KSW 33 — Materla vs. Khalidov | Васо Бакочевич     | Польша    | 3 | 2:38 | Треугольник                                      |
| Поражение      | 21 февраля 2015 года  | KSW 30 — Genesis              | Клебер Койке Эрбст | Япония    | 1 | 3:16 | Треугольник                                      |
| Победа         | 4 октября 2014 года   | KSW 28 — Fighters' Den        | Хелсон Энрике      | Ангола    | 3 | 5:00 | Единогласное решение                             |
| Поражение      | 22 марта 2014 года    | KSW 26 — Materla vs. Silva    | Артур Совиньский   | Польша    | 1 | 3:07 | Дисквалификацией (запрещённый удар коленом)      |
| Без результата | 28 сентября 2013 года | KSW 24 — Clash of the Giants  | Артур Совиньский   | Польша    | 1 | 1:54 | Без результата (случайное столкновение головами) |
| Победа         | 16 марта 2013 года    | KSW 22 — Pride Time           | Павел Свобода      | Чехия     | 1 | 2:06 | Нокаутом (удары)                                 |
| Победа         | 15 сентября 2012 года | KSW 20 — Fighting Symphony    | Пол Рид            | Шотландия | 3 | 5:00 | Единогласное решение                             |
| Победа         | 25 февраля 2012 года  | KSW 18 — Unfinished Sympathy  | Ченгиз Дана        | Германия  | 2 | 5:00 | Единогласное решение                             |
| Победа         | 19 ноября 2011 года   | PAMMA — Susz MMA Night 2      | Павел Глебокий     | Польша    | 2 | 5:00 | Единогласное решение                             |